# Pierre-Évariste Leblanc
Pour les articles homonymes, voir Leblanc.
Pierre-Évariste Leblanc, né le 10 août 1853 à Saint-Martin et décédé le 18 octobre 1918 à Sillery, est un avocat et homme politique québécois. Il est lieutenant-gouverneur du Québec de 1915 à 1918.

## Biographie

### Jeunesse et formation
Né en 1853 à Saint-Martin sur l'île Jésus, il est le fils de Joseph Leblanc, forgeron, et de Marie-Adèle Bélanger. Il fait ses études à l'Académie de Saint-Martin, à l'école normale Jacques-Cartier, puis aux universités Laval à Montréal et McGill. Il est clerc de notaire de Me Pagnuelo et Joseph-Aldéric Ouimet. Il enseigne de 1872 à 1876. Il est admis au Barreau du Québec le 14 juillet 1876, après quoi il exercera le droit au sein du cabinet Leblanc et Brossard.

### Député, orateur et chef de l'opposition
En 1874, il participe à la fondation du Club Cartier, une organisation jeunesse supportant le Parti conservateur du Canada. Le 30 octobre 1882, lors d'une élection partielle, il est élu député provincial de Laval sous la bannière conservatrice. Cependant, le 25 mai 1883, son élection est annulée en raison de manœuvres frauduleuses. Il ne réussit pas à se faire réélire lors de l'élection partielle du 13 juin suivant. Cependant, cette élection est à nouveau annulée et Leblanc retente sa chance le 14 juillet 1884, avec succès. Il sera réélu par la suite aux élections de 1886, 1888 (partielle), 1890 et 1892, 1897, 1900 et 1904.
Pendant ces années, il appuie Macdonald dans l'Affaire Riel et il dénonce un projet de loi visant à étendre le droit de suffrage et d'accorder un congé aux ouvriers le temps d'un vote. Malgré son caractère très partisan, il est élu à l'unanimité Orateur de l'Assemblée législative du Québec le 26 avril 1892. Il siège à ce poste jusqu'au 23 novembre 1897. Durant son mandat, les membres du comité de régie interne de l’Assemblée législative ne sont convoqués que quatre fois en 5 ans. De 1905 à 1908, il joue parallèlement le rôle de Chef de l'opposition officielle. 

### Fin de carrière
À la suite de sa défaite aux élections de 1908, il retourne pratiquer le droit. Le 12 février 1915, à la suite du décès de François Langelier, le gouvernement fédéral conservateur s'empresse de le nommer lieutenant-gouverneur du Québec. Il occupe cette fonction jusqu'à sa mort, le 18 octobre 1918. Sa dépouille repose au cimetière Notre-Dame-des-Neiges.

## Honneurs
- 1910 : commandeur de l'ordre de Saint-Michel et Saint-Georges
- 1916 : chevalier de l'ordre de Saint-Michel et Saint-Georges
- Chevalier du Très vénérable ordre de Saint-Jean

## Hommages
- L'avenue a été nommée en son honneur en 1958 dans l'ancienne ville de Sillery, maintenant présente dans la ville de Québec[1].
- Une rue du quartier Saint-Martin (devenu Chomedey) à Laval porte son nom[2].
- Une école secondaire de Duvernay, à Laval, porte également son nom[réf. souhaitée].